# Sé, Madžarska
Sé je vas na Madžarskem, ki upravno spada pod Sombotelsko okrožje Železne županije.